# (550) Сента
(550) Сента (нем. Senta) — астероид главного пояса, который принадлежит к спектральному классу S. Он был открыт 16 ноября 1904 года немецким астрономом Максом Вольфом в Обсерватории Хайдельберг-Кёнигштуль и назван в честь героини оперы «Летучий голландец» Рихарда Вагнера.